# Pollare
Pollare est une section de la ville belge de Ninove située en Région flamande dans la province de Flandre-Orientale et le Denderstreek. C'était une commune à part entière avant la fusion des communes de 1977.

## Démographie

### Évolution démographique
- Sources : INS, Rem. : 1831 jusqu'en 1970 = recensements, 1976 = nombre d'habitants au 31 décembre[2].

## Histoire
Le village fut le théâtre d’affrontements lors de la Guerre des Paysans (1798).
Pollare est une section de Ninove depuis 1977.

## Toponymie
Posleir (1112), Pollar (1154), Polleirs (1181)

## Curiosités
- Église Saint-Christophe.